# Aotus (plante)
Pour les articles homonymes, voir Aotus.
Genre
Aotus est un genre de plantes à fleurs de la famille des Fabaceae. Il est endémique de l’Australie où on le trouve dans tous les États sauf le Territoire du Nord.
Certaines espèces sont utilisées comme plantes ornementales.

## Liste d'espèces
Selon Tropicos (2 septembre 2014) (Attention liste brute contenant possiblement des synonymes) :
- Aotus carinata Meisn.
- Aotus coccinea Dum. Cours.
- Aotus cordifolia Benth.
- Aotus diffusa C.A. Gardner
- Aotus dillwynioides Meisn.
- Aotus drummondii T. Moore
- Aotus ericoides (Vent.) G.Don
- Aotus ferruginea Labill.
- Aotus franklandii Chappill & C. F. Wilkins
- Aotus genistoides Turcz.
- Aotus gracilis Loudon
- Aotus gracillima Meisn.
- Aotus intermedia Meisn.
- Aotus lanea Chappill & C. F. Wilkins
- Aotus lanigera A. Cunn. ex Benth.
- Aotus mollis Benth.
- Aotus passerinoides Meisn.
- Aotus phylicoides F. Muell. ex Benth.
- Aotus preissii Meisn.
- Aotus procumbens Meisn.
- Aotus prosacris Chappill & C. F. Wilkins
- Aotus subglauca Blakely & McKie
- Aotus subspinescens (Benth.) Crisp
- Aotus tietkensii F. Muell.
- Aotus villosa Sm.
- Aotus virgata DC.
- Aotus wuerthii Regel